# Орлов, Алексей Владимирович

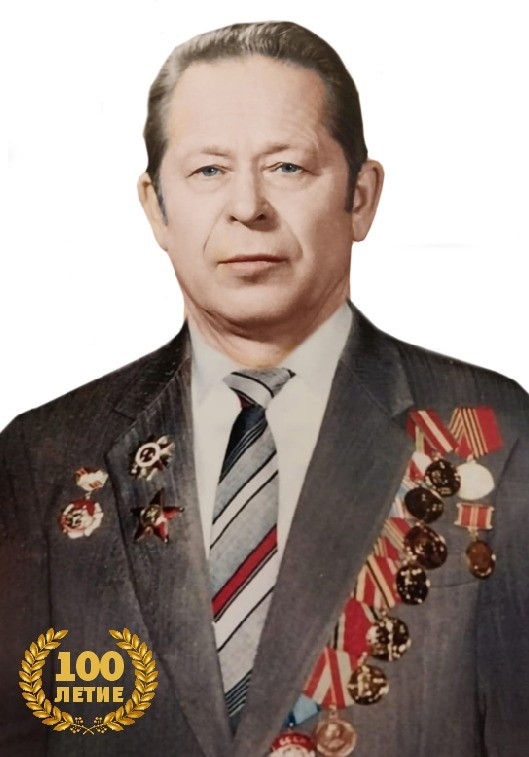
Орлов Алексей Владимирович

Алексе́й Влади́мирович Орло́в (20 октября 1922, с. Берёзовка 2-я Мучкапского района Тамбовской области — 6 октября 2009, Москва) — советский и российский учёный в области животноводства, доктор сельскохозяйственных наук, педагог. Подготовил 19 кандидатов и 6 докторов сельскохозяйственных наук. Профессор кафедры генетики и разведения сельскохозяйственных животных РГАУ — МСХА имени К. А. Тимирязева, член-корреспондент Международной Славянской академии наук, образования, искусств и культуры.

## Биография
Родился Алексей Владимирович Орлов в селе Вторая Березовка Мучкапского района Тамбовской обл. в семье служащих, а юность закончилась с началом войны.
Получив аттестат зрелости, в июне 1941 г. сразу зачисляется курсантом Челябинской военно-авиационной школы стрелков-бомбардиров (штурманов), а в декабре 1941 г. участвует в боях под Москвой в составе 110-го штурмового полка ночных бомбардировщиков. В апреле 1942 г. в составе танкового корпуса «Челябинский рабочий» он принимал участие в боях под г. Харьковом (Изюм-Барвенковское направление), а затем обороняет г. Ворошиловград и г. Воронеж в составе 192-го отдельного пулеметно-артиллерийского батальона, являясь помкомвзвода.
В составе десанта Кантемировской танковой дивизии сражается на Западном фронте под Кантемировкой (Воронежская обл.), где получает тяжелое ранение.
После длительного лечения в госпитале был комиссован и переведен в рабочий батальон проходчиком по восстановлению шахт московского угольного бассейна.
В 1946 г. Алексей Владимирович Орлов поступает в Московскую сельскохозяйственную академию имени К. А. Тимирязева на зоотехнический факультет, и с этого момента его жизнь навсегда связана с Тимирязевской.

## Научная деятельность
В 1951 г., получив диплом ученого зоотехника, А. В. Орлов работает младшим научным сотрудником Зоостанции при ГПР Астраханской обл., а затем — младшим научным сотрудником экспериментальной фермы ТСХА, одновременно являясь заочным аспирантом при кафедре молочного и мясного скотоводства. После успешной защиты кандидатской диссертации на тему: «Изменение качества молока в процессе доения коров разными способами» Алексей Владимирович был избран по конкурсу ассистентом кафедры молочного и мясного скотоводства, а в 1962 г. — доцентом кафедры генетики и разведения животных, одновременно являясь заместителем декана, а затем и деканом зооинженерного факультета.
С 1981 г. — заведующий кафедрой генетики и разведения животных. Студенты, учившиеся в этот период, с большой благодарностью вспоминают Алексея Владимировича на посту декана, как удивительно мягкого и в то же время строгого и требовательного человека, с большой любовью относящегося к студенческой молодежи. А как это важно для факультета — декан, пользующийся уважением и любовью студентов.
Одновременно с большой педагогической деятельностью Алексей Владимирович занимается научной работой. Одной из характерных черт ученого является его умение видеть новое и прогрессивное в интересующих его областях науки — это совершенствование племенных и продуктивных качеств крупного рогатого скота: холмогорской и черно-пестрой пород в условиях Среднего и Нижнего Поволжья и Казахстана. Увеличение молочной продуктивности как при чистопородном разведении, так и при скрещивании, создание нового молочного типа крупного рогатого скота симментальской породы путем скрещивания его с красно-пестрым голштинским скотом в условиях Саратовской обл. в учхозе «Муммовское» — основные проблемы, над которыми работает А. В. Орлов.
Под его непосредственным руководством в племзаводе «Ачкасово» Московской обл. было создано племенное стадо холмогорского скота с продуктивностью 5000 кг и содержанием жира в молоке 3,7 %, а в совхозе комбинате «Московский» — голштинизированное стадо черно-пестрого скота. Для совершенствования племенных и продуктивных качеств скота холмогорской и черно-пестрой пород в Московской обл. А. В. Орлов вместе с коллективом кафедры в содружестве с областными племуправлениями разрабатывает планы работ на 5-летние сроки.
В результате плодотворной многолетней работы профессора А. В. Орлова (в течение 35 лет) и разработанных им планов племенной работы в учхозе МСХА имени К.А Тимирязева «Муммовское» Саратовской обл. было создано стадо нового молочного типа симментальского скота с удоем 4500-5000 кг и жирностью 3,9 %, а само хозяйство получило статус племзавода и стало ведущим племенным хозяйством по разведению симментальского скота и репродуктором племмолодняка для хозяйств Среднего Поволжья.
Одновременно с совершенствованием молочной продуктивности скота холмогорской, черно-пестрой и симментальской пород Алексей Владимирович активно занимается изучением вопросов об эффективности промышленного скрещивания — низкопродуктивных коров этих пород с быками мясных пород абердин-ангусской, герефордской, шароле и казахской белоголовой в хозяйствах Московской, Саратовской, Астраханской и Восточно-Казахстанской областей. Полученные результаты свидетельствуют об эффективности использования этого метода, он был внедрен во многих хозяйствах.
Обладая глубокими знаниями по теории зоотехнии, имея огромный практический опыт, Алексей Владимирович много внимания уделяет разработке методических вопросов по проведению и постановке научных опытов, издает ряд учебников и практических пособий для вузов страны: «Производство говядины на промышленной основе», «Практикум по животноводству» и др. Им опубликовано более 250 научных работ.
Много сил Алексей Владимирович отдает подготовке научных кадров — им создана крупная научная школа в области разведения и селекции молочного и мясного скота. Все аспиранты, защитившие кандидатские диссертации под его руководством — а им подготовлено 19 кандидатов и 6 докторов наук — успешно работают на кафедрах РГАУ — МСХА имени К. А. Тимирязева и в других вузах страны а так же за рубежом.
Алексей Владимирович с большой ответственностью относится к общественной работе — много лет возглавлял комиссию народного контроля академии, принимает активное участие в международных, всесоюзных, республиканских региональных, областных конференциях и совещаниях.

## Основные работы
1956
Орлов А. В. Изменение качества молока в процессе доения коров разными способами / А. В. Орлов диссертация на соискание ученой степени кандидата с.-х. наук
1957
Мартюгин Д. Д., Орлов А. В. Ускоренное доение коров машиной / Д. Д. Мартюгин, А. В. Орлов Доклады ТСХА, 1957, вып. XXVII, с. 239—243.
Орлов А. В. Изменение качества молока в процессе доения коров разными способами / А. В. Орлов Доклады ТСХА, 1957, вып. ХХХ
1959
Мартюгин Д. Д., Орлов А. В., Солонцева А. И. К изучению мясных качеств крупного рогатого скота холмогорской породы / Д. Д. Мартюгин, А. В. Орлов, А. И. Солонцева, Доклады ТСХА, 1959, вып. 49, с. 77-81
1960
Мартюгин Д. Д., Орлов А. В. Питательная ценность мяса холмогорского скота выращенного в пригородный условиях / Д. Д. Мартюгин, А. В. Орлов, Доклады ТСХА, 1960, вып. 51, с.8-13
1961
Орлов А. В., Мыльников Н. В. Нагул молодняка крупного рогатого скота в условиях колхоза имени Мичурина Ступинского района Московской области / А. В. Орлов, Н. В. Мыльников, Доклады ТСХА. 1961, выпуск 69, с. 45-52.
Мартюгин Д. Д., Орлов А. В. Резервы производства молока и мяса / Д. Д. Мартюгин, А. В. Орлов, Известия ТСХА, 1961. с.118-120
Мартюгин Д. Д., Орлов А. В. Мясные качества холмогорского скота / Д. Д. Мартюгин, А. В. Орлов, Известия ТСХА, Сельхозиздат, вып. 5, 1961.
Орлов А. В. Мясные качества холмогорского скота / Д. Д. Мартюгин, А. В. Орлов Известия ТСХА 1961. вып. 5. с.122-133.
1962
А. В. Орлов Возможность повышения мясных качеств холмогорского скота / К. В. Петрова, Д. Д. Мартюгин, А. В. Орлов, Животноводство 1962. № 11, с 43-47.
1963
Орлов А. В. К вопросу о возрастной изменчивости мясных качеств крупного рогатого скота холмогорской породы / Доклады ТСХА, 1963 вып 85. с. 26-33.
1964
Орлов А. В. Нагул молодняка крупного рогатого скота Холмогорской породы в условиях учхоза «Дубки» Московской области / А. В. Орлов, Доклады ТСХА, 1964, вып. 100, с.39-44.
Мартюгин Д. Д. Влияние комплекса половых гормонов на откорм молодняка холмогорской породы /Д. Д. Мартюгин, Ю. Н. Шамберев, А. В. Орлов, В. А. Атрашков, Доклады ТСХА, 1964. вып. 100. с. 45 −51.
Орлов А. В. Изменение белковой питательности мяса молодняка холмогорской породы в зависимости от возраста и кормления /А. В. Орлов, М: «Колос» Известия ТСХА, 1964 вып.4 с. 167—176.
1966
Орлов А. В. Мясные качества крупного рогатого скота холмогорской породы и пути их улучшения /А. В. Орлов, Доклады ТСХА 1966, вып. 116.
Орлов А. В. Племенная работа с крупным рогатым скотом симментальской породы в учхозе «Мумовское» Саратовской области / Доклады ТСХА, раздел Зоотехния, 1966, вып.127.с.11-17
Орлов А. В. Мясные качества крупного рогатого скота холмогорской породы и пути их улучшения / А. В. Орлов Доклады ТСХА вып. 116. 1966. с. 5-13.
1967
Орлов А. В. Качество мяса откормленных бычков кастратов холмогорской породы /А. В. Орлов, Известия ТСХА, 1967, вып.3, с.173-178.
1970
Мартюгин Д. Д., Орлов А. В. Резервы производства мяса (опыт передержки помесных телок от молочных коров и быков Абердин-ангусской породы) Д. Д. Мартюгин, А. В. Орлов, Известия ТСХА, 1970, (отдельный оттиск № 1) с. 184—189.
Орлов А. В. Некоторые особенности формирования мясной продуктивности у бычков холмогорской породы / Известия ТСХА, 1970. вып. 5, с.158 — 167.
1972
Орлов А. В., Думановский Л. И. Эффективность промышленного скрещивания коров с быками мясных пород: шароле, герефордская и Абердин-ангусская. / А. В. Орлов, Л. И. Думановский, Известия ТСХА, 1972. вып.178. с.5-9.
1973
Орлов А. В. Биологические основы формирования мясной продуктивности у молодняка крупного рогатого скота холмогорской породы /А. В. Орлов, Доклады ТСХА, 1973, вып. 191.
А. В. Орлов Биологические основы формирования мясной продуктивности у молодняка крупного рогатого скота холмогорской породы / А. В. Орлов, Доклады ТСХА, 1973. вып 191, с.5 — 10.
Орлов А. В. Эффективность промышленного скрещивания коров холмогорской породы с быками мясных пород / А. В. Орлов, Ученые ТСХА производству, Московский рабочий, вып. 3. 1973. с.50-56.
1974
Борисенко Е. Я., Орлов А. В., Думановский Л. И. Формирование мясной продуктивности молодняка молочных пород крупного рогатого скота / Е. Я. Борисенко, А. В. Орлов, Л. И. Думановский, Известия ТСХА 1974. вып. 4. с.162-170.
Борисенко Е. Я., Орлов А. В., Панкратов В. В. Мясная продуктивность бычков-кастратов местного якутского скота и его помесей с симментальской породой / Е. Я. Борисенко, А. В. Орлов, В. В. Панкратов, Известия ТСХА, вып.2, 1974. с.131-139.
1975
Эктов В. А., Орлов А. В., Бакашов В. И. Эффективность промышленного скрещивания коров симментальской породы с быками мясных пород в условиях Астраханской области / В. А. Эктов, А. В. Орлов, В. И. Бакашов, Известия ТСХА 1975 вып. 2 с. 131—138.
1978
Орлов А. В. Формирование мясной продуктивности молодняка холмогорской породы в зависимости от уровня кормления / А. В. Орлов, Известия ТСХА, вып. 3, 1978.
Орлов А. В. Формирование мясной продуктивности холмогорской породы в зависимости от уровня кормления / А. В. Орлов, Известия ТСХА, вып.3, 1978, с. 163—172
Орлов А. В. Качество привеса молодняка при промышленном скрещивании коров холмогорской породы с быками шароле, герефордской и Абердин-ангусской пород / А. В. Орлов, Известия ТСХА, 1978, вып. 2 с. 158—165.
Орлов А. В. Особенности формирования и пути повышения мясной продуктивности крупного рогатого скота холмогорской породы: автореферат дис. доктора с.-х. наук / А. В. Орлов — [Б. м.], — Текст: непосредственный
1980
Орлов А. В., Ковальчук И. С., Эль Сахави М. Э. Развитие молочного и мясного скотоводства зарубежных стран /А. В. Орлов, И. С. Ковальчук, Эль Сахавел М. Э. , Известия ТСХА, 1980. вып. 4. с.128 — 134.
Орлов А. В. Рост, развитие и воспроизводительные качества телок симментальской породы и её помесей с красно-пёстрыми голштинами / А. В. Орлов, А. В. Тищенко, В. В. Лавровский, Известия ТСХА, 1980. вып. 5. с.120-128.
1983
Орлов А. В., Киямов В. В. Оценка быков производителей основных линий симментальской породы по мясной продуктивности потомства / А. В. Орлов, В. В. Киямов, Известия ТСХА, вып.6.1983. с.128-134.
1984
Орлов А. В. Изменение питательной ценности мяса отдельных отрубов туши молодняка холмогорской породы и ее помесей с мясными породами в зависимости от возраста / А. В. Орлов, Сб. научных трудов МСХА «Совершенствование питательных и продуктивных качеств жвачных животных»,1984.
Орлов А. В. Использование высокопродуктивных коров в племенной работе со стадом крупного рогатого скота симментальской породы учхоза «Мумовское» / А. В. Орлов, В. В. Лавровский, В. В. Киямов, Т. И. Тюрина Сб. научных трудов МСХА 1984. с. 55-60.
1985
Орлов А. В. Моделирование отбора с использованием генетической структуры стада крупного рогатого скота / Г. П. Антипов, В. А. Эктов, А. В. Орлов. Известия ТСХА. 1985. вып.1. с.149 — 152.
Орлов А. В., Якимов А. Н. Особенности роста и воспроизводительная функция у телок симментальской породы при внутреннем подборе и кроссах / А. В. Орлов, А. Н. Якимов, Известия ТСХА вып. 6, 1985. с.122-129.
1987
Орлов А. В., Шварцконор А. Я., Эффективность промышленного скрещивания симментальских коров с быками казахской белоголовой породы / А. В. Орлов, А. Я. Шварцконор, Известия ТСХА. 1987. вып.5, с.123-131.
Орлов А. В. План племенной работы с холмогорской породой крупного рогатого скота / А. В. Орлов, Н. В. Мартынов и др. План племенной работы колхоз имени Калинина, Дмитровский р-н, Московской обл. 1987. с.60
1990
Орлов А. В., Тищенко А. В. Хозяйственные и биологические качества коров первотелок симментальской породы и их помесей с красно-пёстрыми голштинами /А. В. Орлов, А. В. Тищенко, Известия ТСХА, вып. 3, 1990. с. 118—128.
Совершенствование продуктивных качеств крупного рогатого скота симментальской породы при чистопородном разведении /А. В. Орлов [и др.] — Известия ТСХА, 1990. вып. 6, с. 118—127.
Орлов А. В. Оценка быков производителей черно-пёстрой породы по качеству потомства полученных от матерей с разной системой содержания / А. В. Орлов, Н. В. Мартынов, реф. журнал Молочное и мясное скотоводство. 1990. № 10. с.9-10
1991
Сабиров П. С., Орлов А. В. Мясная продуктивность скота в Узбекистане / П. С. Сабиров, А. В. Орлов, Зоотехния № 7. 1991. с.46-48.
Орлов А. В. особенности адаптации коров первотёлок черно-пёстрой породы к промышленной технологии молочного комплекса. / А. В. Орлов, Н. В. Мартынов, реф. журнал Молочное и мясное скотоводство. 1991. № 1. с.1-2
Мартынов Н. В. Особенности адаптации коров чёрно-пёстрой породы разного происхождения и разного типа стрессоустойчивости к условиям промышленного комплекса. / Н. В. Мартынов, Автореферат диссертации (научный руководитель А. В. Орлов) 1991. А29954
1992
Орлов А. В., Фрик В. А. Рост, развитие и формирование молочной продуктивности у телок симментальской породы, полученных при гетерозиготном подборе. /А. В. Орлов, В. А. Фрик, Известия ТСХА вып. 2, 1992. с. 124—135.
Соловьева О. И. Изменчивость и повторяемость молочной продуктивности коров симментальской породы разных типов с возрастом / О.И Соловьева. (Научный руководитель Орлов А. В.)//
Автореферат на соискание ученой степени кандидата сельскохозяйственных наук / Российский государственный аграрный университет — Московская сельскохозяйственная академия им. К. А. Тимирязева. Москва, 1992
1994
Юшкова Л. Г., Орлов А. В. Изменение молочной продуктивности коров черно-пестрой породы в связи с кровностью по голштинской породе и лактацией / Л. Г. Юшкова, А. В. Орлов деп.рук. НИИТЭИагропром, от 01.04. 1994. 3 № 12698
Юшкова Л. Г. Эффективность скрещивания коров чёрно-пёстрой породы с голштинскими быками / Л. Г. Юшкова Автореферат диссертации (научный руководитель А. В. Орлов)
1995
Разработка системы разведения крупного рогатого скота в племенном хозяйстве в рамках Программы создания нового молочного типа красно-пёстрой породы за 1991—1996 гг. Отчёт НИР /Московская сельскохозяйственная академия имени К. А. Тимирязева; рук. Работы А. В. Орлов; отв. исполн. В. В. Лавровский; исполн. Г. П. Антипов, О. И. Соловьёва, А. В. Трофимов — М.: [б. и.], 1995. 62 с. — ~Б. ц. — Текст: непосредственный.
Соловьева О. И., Стрессоустойчивость коров симментальской породы разных производственных типов/ О. И. Соловьева, А. В. Орлов /Депонированная рукопись № 161102 12.04.
1995
Соловьева О. И. Поведенческие реакции коров симментальской породы разных производственных типов с возрастом / О. И. Соловьева, А. В. Орлов // Депонированная рукопись № 16160 24.04.1995
2000
Орлов А. В., Оценка быков-производителей красно-пестрой голштинской породы по качеству потомства/ А. В. Орлов, М. С. Волков, О. И. Соловьева // Сб. научных трудов Российской сельскохозяйственной академии им. К. А. Тимирязева 2000. № 272. С. 198—202.

## Награды
За заслуги перед Родиной в годы Великой Отечественной войны, большой вклад в зоотехническую науку и практику животноводства, подготовку высококвалифицированных специалистов и научных кадров награжден орденами Отечественной войны II степени, Красной Звезды, Трудового Красного Знамени, многими медалями.